# Urophora misakiana
Urophora misakiana är en tvåvingeart som först beskrevs av Matsumura 1916.  Urophora misakiana ingår i släktet Urophora och familjen borrflugor. Inga underarter finns listade i Catalogue of Life.